# Ivo Pietzcker
Ivo Pietzcker (né en 2002 à Berlin) est un acteur allemand. 

## Biographie
Ivo Pietzcker a commencé sa carrière en 2014 en incarnant le rôle principal du film Jack. Ce film a reçu plusieurs prix, notamment le Silver Lola et le Bayerischen Filmpreis de la meilleure nouvelle génération. Il raconte comment un garçon de dix ans placé en internat tente de rejoindre sa mère, à travers une errance de plusieurs avec son jeune frère à travers Berlin. Le film a été bien reçu par la critique, qui a notamment qualifié son interprétation de « portait émouvant qu'il est impossible de ne pas apprécier, ». Pietzcker a été nommé « meilleur acteur » au Prix de la critique cinématographique allemande.
En 2016, dans le long métrage Nebel im August (Brouillard en août), Ivo Pietzcker interprète également le rôle principal, en incarnant Ernst Lossa, un garçon victime du programme d'euthanasie Aktion T4 des nazis. Pour ce film, lors de la remise du Prix du film Günter Rohrbach en 2016, Pietzcker a reçu le prix Saarländischer Rundfunk.
Ivo Pietzcker n'a pas d'agence, sa carrière est gérée par son père. Il est élève à l'École métropolitaine de Berlin.

## Filmographie
- 2014 : Jack
- 2016 : Nebel im August (Brouillard en août)
- 2017 : Babylon Berlin (série télévisée)

## Prix
- Prix de la critique cinématographique allemande 2014 : nomination pour le prix du "meilleur acteur" pour Jack.
- Günter-Rohrbach-Filmpreis 2016 : prix de la Saarländischer Rundfunk (Télédiffusion sarroise) pour son interprétation dans Nebel im August.
- Prix du réalisateur allemand Metropolis 2017 : mention spéciale pour son interprétation dans Nebel im August.